# Districte de Hlohovec
El districte de Hlohovec - (eslovac) Okres Hlohovec - és un dels 79 districtes d'Eslovàquia. Es troba a la regió de Trnava. Té una superfície de 267,16 km², i el 2013 tenia 45.682 habitants. La capital és Hlohovec.

## Demografia
| Godina             | 1994   | 2004   | 2014   | 2024   |
| ------------------ | ------ | ------ | ------ | ------ |
| Nombre de persones | 45.494 | 45.282 | 45.723 | 42.762 |
| Diferència         |        | −0,46% | +0,97% | −6,47% |

| Godina             | 2023   | 2024   |
| ------------------ | ------ | ------ |
| Nombre de persones | 43.197 | 42.762 |
| Diferència         |        | −1,00% |

## Llista de municipis

### Ciutats
- Hlohovec
- Leopoldov

### Pobles
Bojničky | Červeník | Dolné Otrokovce | Dolné Trhovište | Dolné Zelenice | Dvorníky | Horné Otrokovce | Horné Trhovište | Horné Zelenice | Jalšové | Kľačany | Koplotovce | Madunice | Merašice | Pastuchov | Ratkovce | Sasinkovo | Siladice | Tekolďany | Tepličky | Trakovice | Žlkovce